# 沃尔特·米里施
沃尔特·莫蒂默·米里施（英語：Walter Mortimer Mirisch，1921年11月8日—2023年2月24日）是一名美國電影製片人。他是米里施公司的總裁和生產執行主管，這是一家獨立的電影製片公司，他與他的哥哥馬文和同父異母的哥哥哈羅德於1957年成立。他作為《月黑風高殺人夜》（1967年）的製片人獲得奧斯卡最佳影片獎。

## 外部連結
- 沃尔特·米里施[]在威斯康辛州電影和戲劇研究中心（英语：Wisconsin Center for Film and Theater Research）的頁面
- 在AllMovie上沃尔特·米里施的頁面（英文）
- 沃尔特·米里施在互联网电影资料库（IMDb）上的資料（英文）
- 沃尔特·米里施的Discogs页面（英文）

| 非組織職務             | 非組織職務                            | 非組織職務           |
| ---------------------- | ------------------------------------- | -------------------- |
| 前任： 丹尼爾·塔拉達什 | 電影藝術與科學學院院長 1973年－1977年 | 繼任： 霍華德·W·科奇 |